# Орнитинов цикъл
Орнитиновият цикъл (или още цикъл на уреата) е цикъл от биохимични реакции, срещащ се при много животни, произвеждащи уреа ((NH2)2CO) като краен продукт от азотния метаболизъм. Това е и първият открит метаболитен цикъл (Ханс Кребс и Курт Хенслайт, 1932 г.), пет години преди откриването на цикъла на Кребс. При бозайниците, орнитиновият цикъл се осъществява най-вече в черния дроб и в по-малка степен в бъбреците.

## Функция
При организмите, които не могат бързо и ефективно да отстраняват образувания амоняк, се налага да го преобразуват в някакво друго съединение, като уреа или пикочна киселина, които са много по-слабо токсични. Нарушаването на орнитиновия цикъл се наблюдава при някои генетични аберации (вродени аномалии на метаболизма) и чернодробна недостатъчност. Резултат от чернодробната недостатъчност е акумулирането на азотни продукти, основно амоняк, което води до чернодробна кома.

## Реакции
Орнитиновият цикъл се състои от пет реакции: две протичащи в митохондриите и три в цитозола. Сумарно цикълът конвертира две аминогрупи, една от NH4+ и една от аспарагинова киселина, и въглерод от HCO3− до относително слабо токсичния краен продукт уреа. Цикълът е ендергоничен и се извършва за сметка на четири мактоергични фосфатни връзки (3 АТФ се хидролизират до 2 АДФ и един АМФ). Орнитинит е преносител на три въглеродни и азотни атома.
| Стъпка | Реакция                    | Продукт                      | Ензим                        | Място       |
| ------ | -------------------------- | ---------------------------- | ---------------------------- | ----------- |
| 1      | NH4+ + HCO3− + 2АТФ        | карбамоил фосфат + 2АДФ + Pi | карбамоил фосфат синтетаза 1 | митохондрии |
| 2      | карбамоил фосфат + орнитин | цитрулин + Pi                | орнитин транскарбамоилаза    | митохондрии |
| 3      | цитрулин + аспартат + АТФ  | аргиносукцинат + АМФ + PPi   | аргининосулцинат синтетаза   | цитозол     |
| 4      | аргиносукцинат             | аргинин + фумарат            | аргиносукцинат лиаза         | цитозол     |
| 5      | аргинин + H2O              | орнитин + уреа               | аргиназа                     | цитозол     |

Орнитинов цикъл

1 L-орнитин
2 карбамоил фосфат
3 L-цитрулин
4 аргиносукцинат
5 фумарат
6 L-аргинин
7 уреа
L-аспатат
CPS-1 карбамоил фосфат синтетаза 1
OTC орнитин транскарбамоилаза
ASS аргининосулцинат синтетаза
ASL аргиносукцинат лиаза
ARG1 аргиназа 1